# Louis Ody
Louis Ody, né le 21 janvier 1869 à Genève et mort le 28 novembre 1908  à Fribourg, est une personnalité politique du canton de Fribourg, en Suisse, membre du parti conservateur. 
Il est conseiller d'État de 1906 à sa mort, à la tête de la Direction de la police et de la santé publique. 

## Sources
- Georges Andrey, John Clerc, Jean-Pierre Dorand et Nicolas Gex, Le Conseil d’État fribourgeois : 1848-2011 : son histoire, son organisation, ses membres, Fribourg, Éditions de la Sarine, 2012, 143 p. (ISBN 978-2-88355-153-4, lire en ligne), p. 63-64
- Journal de Genève du 1er décembre 1908.
- Georges Emery, Districts, régions et préfets dans le Canton de Fribourg, thèse 1986.